# Christian Rothacher
Christian Rothacher (* 31. Mai 1944 in Aarau; † 4. Mai 2007 ebenda) war ein Schweizer Maler und Konzeptkünstler. 1967 bis 1975 bildete er zusammen mit Heiner Kielholz, Hugo Suter, Max Matter, Markus Müller, Josef Herzog und Jakob Nielsen die Ateliergemeinschaft Ziegelrain in Aarau, wo viele seiner wichtigsten Arbeiten entstanden. Die Ateliergemeinschaft Ziegelrain machte bald das Provinzstädtchen Aarau zur Metropole der Schweizer Kunstavantgarde.
Zunächst als Schuhkreateur bei Bally tätig, studierte er dann an der Kunstgewerbeschule Zürich bei Serge Stauffer und Hansjörg Mattmüller. Ausgehend von der Pop Art entwickelt er bildende Kunst mit «kunstfremden» Materialien wie Äste, Felle oder Schnüre etc. in Manier der Arte Povera. Um 1970 zeigen seine Werke eine Zäsur hin zu persönlichem Erleben und seelischer Fantasie. Eine zunehmende Affinität zur Musik zeigt u. a. ein Werk im Aargauer Kunsthaus: Aus den Löchern einer Bambusflöte fliesst die immaterielle Musik und materialisiert sich sogleich als fliessendes schwarzes Seidentuch, das wiederum die Silhouette einer lasziven Tänzerin annimmt.
Er verfremdete oft Utensilien, die sich im Atelier eines Künstlers befinden z. B. Palette, Pinsel und Bleistift und stellt damit grundlegende Fragen über das Künstlerdasein. Wieweit ist Kunst autonom? Wieweit berührt Kunst das tägliche Leben? Wieweit berührt Kunst mich? Hier nimmt ein Billardtisch den Grundriss einer Palette an. Dort erheben sich zwei Paletten als Schmetterlingsflügel in die Luft. Hier spreizt ein Zeichendreieck kokett die Beine. Dort zucken Zeichendreiecksblitze vom Himmel.
Die Auseinandersetzung mit Natur und Kultur begann schon in seiner Arte Povera Periode am Ziegelrain und zieht sich seither wie ein roter Faden durch sein Werk. Fliessende Naturformen von Fell und Federn werden gegen harte metallische Schnittformen gestellt, die „weiche“ Natur der „harten“ Kultur gegenübergestellt. Die von Natur formlose Wolke wird  in hartem Marmor gemeisselt oder in Bronze gegossen oder als „Wolkenrad“ in Holz geschnitzt.
Nach seiner Ziegelrainzeit entwickelte er sein Werk im Stillen weiter. Dreidimensionale Objekte lösen sich mit virtuosen Aquarellen ab, wobei das Aquarell in der letzten Schaffensphase immer mehr Raum eingenommen hat.